# Fischmaul

a endständig, b oberständig,
c unterständig

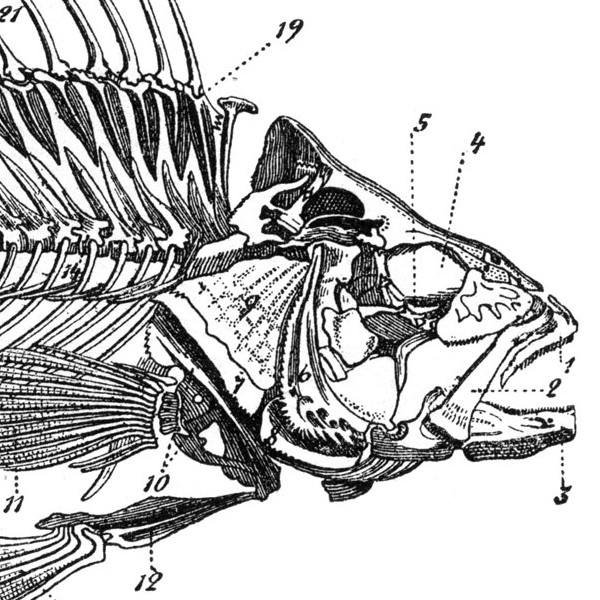
Schädel eines Flussbarsches
1 Praemaxillare (bezahnt)
2 Maxillare
3 Unterkiefer, bestehend aus Dentale (bezahnt), Articulare und Angulare
4 Augenhöhle (Orbita)
5 sechs Suborbitalia
(das vordere, größte heißt Lacrimale)
6 Praeoperculare
7 Interoperculare
8 Suboperculare
9 Operculare

Das Maul eines Fisches weist anatomische Merkmale auf, die mit der Ernährungsweise der jeweiligen Fischart zusammenhängen.

## Stellung des Fischmauls
- Ein endständiges Maul ist bei Fischen aus der mittleren Wasserregion häufig zu beobachten. Es befindet sich an der Spitze der Schnauze; Oberkiefer und Unterkiefer sind gleich lang.
- Ein oberständiges Maul ist bei an der Wasseroberfläche jagenden Fischarten zu finden. Der Unterkiefer ist dabei länger ausgebildet als der Oberkiefer. Allerdings tritt dieses Merkmal auch bei einigen herbivoren Fischarten auf.
- Ein unterständiges Maul ist typisch für Fischarten, die sich überwiegend am Gewässergrund aufhalten und dort nach Nahrung suchen. Hierbei ist der Unterkiefer etwas kürzer als der Oberkiefer. Die Mundöffnung zeigt daher nach unten. Ein unterständiges Maul, das zudem als Saugmaul ausgebildet ist, haben die Harnischwelse. Damit sind sie in der Lage, sich am Untergrund festzusaugen, ohne von der Strömung abgetrieben zu werden. Unterständige Saugmäuler gibt es aber schon bei den ursprünglichsten rezenten Fischen, den Neunaugen, die sie auch im Rahmen ihrer Lebensweise als Ektoparasiten zur Nahrungsaufnahme nutzen (wobei Neunaugen keine Kiefer im eigentlichen Sinne besitzen), sowie bei Karpfenfischen und Welsen aus tropischen Gebirgsbächen, die sogar angesaugt Aufwuchs von Geröllen im Bachbett abraspeln und dabei auch noch atmen können.

## Besonderheiten
- Fast alle Fische haben Zähne: an den Kiefern und anderen Skelettteilen des Pharynx, besonders den Schlundknochen (Pharyngealia) – in fast unüberschaubarer Formenfülle. Keine Kieferzähne haben die Karpfenfische.
- Eine verlängerte Schnauze ist vor allem bei spezialisierten Fischarten zu finden, die beispielsweise im Korallenriff leben. Zu ihnen gehören unter anderem die Vogel-Lippfische, Forcipiger und Chelmon, die mit ihrer langen Schnauze in der Lage sind, in den Ritzen eines Korallenriffs nach Nahrung zu suchen.
- Vorstreckbar ist das Maul vor allem bei Raubfischen. Sie sind in der Lage, es beim Beutefang vorzuschieben. Wenn der Unterkiefer gesenkt wird (meist durch Hebung des Kiemendeckels), wird der Oberkiefer (Prämaxillare) durch Hebelwirkung des Maxillare („Maxillarapparat“ – siehe unten unter „Funktionelles“, besonders bei Karpfen- und Barschartigen gut entwickelt) nach vorne gezogen. Das Maul wird dadurch zwar kleiner, röhrenförmig, ist aber schlagartig in der Nähe der Beute, die eingesogen wird („Saugschnappen“), ehe sie flüchten kann. Die meisten Teleostei sind ja solche Raubfische; bei Fischfressern ist die Vorstreckbarkeit aber oft wieder verloren gegangen, weil sie nicht saugschnappen, sondern die Beute mit den Zähnen packen (z. B. Hecht). Das Verschlingen geschieht durch den Pharyngeal-Mechanismus, mittels der Schlundzähne auf den Kiemenbögen.
- Zum Maul gehören bei den meisten Fischen (Ausnahmen: z. B. Hering) die Bukkalvalven. Das sind zwei zarte, sichelförmige Schleimhautfalten hinten am Ober- und Unterkiefer (Maxillar- und Mandibularvalve) mit Ventilfunktion für die Atmung, ohne eigene Muskeln (Ausnahmen: z. B. einige Fische mit Saugmaul). Die Valven ersparen dem Fisch den völligen Maulschluss in der Druckpumpenphase.

## Funktionelles
Im Gegensatz zum Maul der Säuger ist das Maul der übrigen Wirbeltiere, besonders aber das der „Fische“, nicht nur auf- und zuklappbar, sondern auch quer erweiterbar, was sich sowohl aus der Kiemendarm-Funktion (Atmung!) als auch aus der Saugschnapp-Funktion (s. u.) wasserlebender Tiere mit Innenskelett ergibt. Dadurch muss aber der Skelett- und Muskelapparat am Maul viel komplizierter als bei den Säugetieren sein.
Bei den Säugetieren gelenkt der Unterkiefer an einem Knochen namens Squamosum (sekundäres Kiefergelenk), bei allen anderen Wirbeltieren mit Kiefern aber am Quadratum (primäres Kiefergelenk; das Quadratum entspricht bei Säugetieren dem Amboss, Incus, im Mittelohr). Bei Vögeln und vielen Reptilien ist das Quadratum beweglich und gelenkt selbst am Schädel – Jan Versluys nannte diesen Zustand Streptostylie. Auch weitere Schädelpartien sind bei diesen Tieren gegeneinander beweglich. Dies ähnelt zu einem gewissen Grade dem Zustand bei vielen „Fischen“ und wird als kinetischer Schädel bezeichnet. Bei Säugern ist der Schädel hingegen relativ starr und kompakt, sie haben einen akinetischen Schädel.

### Typen der Unterkiefer-Aufhängung (Suspension)

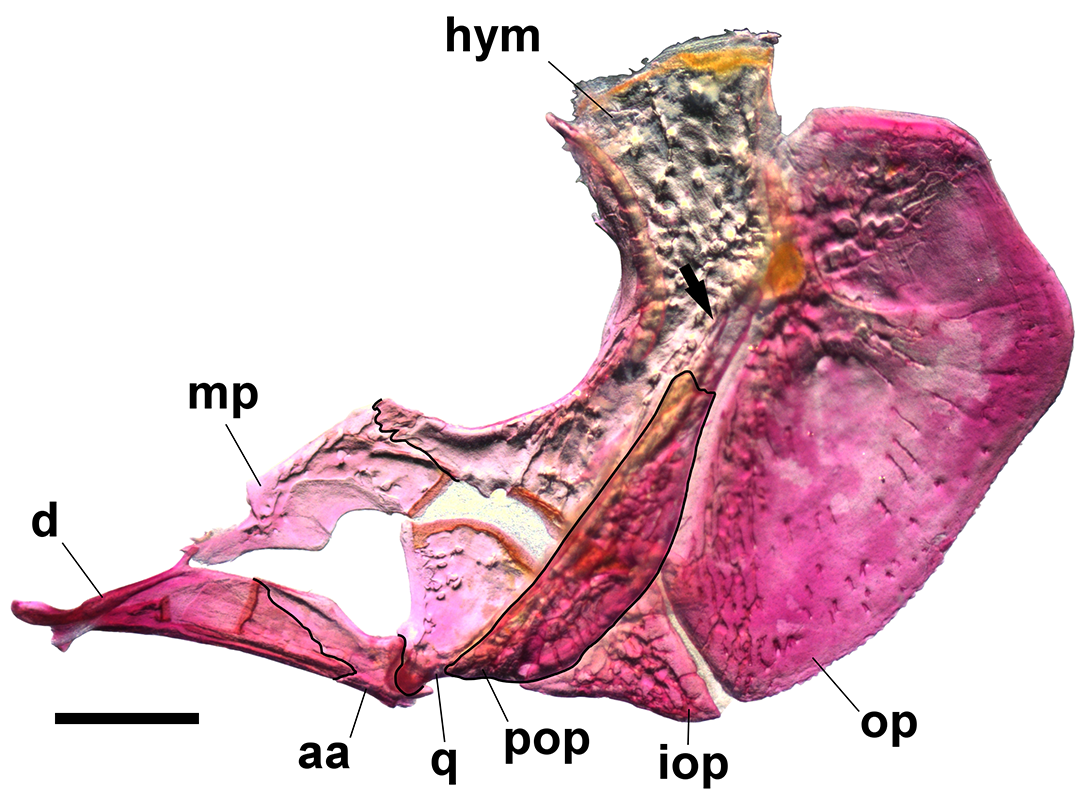
Suspensorium und Kiemendeckel (rechts) von Corydoras undulatus

Traditionell werden Ober- und Unterkiefer der Wirbeltiere auf „Kiemenbögen“ zurückgeführt. Eine solche „idealistische“ Ableitung ist aber weder zwingend noch klar. Sicherlich gab es Agnathen mit Skelettbildungen zur Stützung der Kiemenspalten, die noch keine Kiefer hatten, aber doch Knorpel-Strukturen rund um den Mund (die also keine vormaligen Kiemenbögen waren!) – durch laterale Gelenkbildung kann daraus die Kieferzange entstanden sein. Fossilien, die das belegen, sind aber noch unbekannt. Wir müssen bei diesen frühen Vertebraten auch stets mit einem Hautknochen-Panzer rechnen, dessen (bezahnte) Elemente von Anfang an am Vorderende des „Urfisches“ mitmischten. Manche Theoretiker haben sogar gemeint, Ober- und Unterkiefer wären auf zwei hintereinander liegende Bögen zurückzuführen; die Mehrheit leitet beide Teile (jeder Seite) aber von den zwei Schenkeln eines Bogens ab.- Der hypothetische „Ausgangszustand“ (Kiefer nicht am Gehirn-Schädel befestigt) wurde „Paläostylie“ genannt (H. Hofer 1945). Meist aber ist der Oberkiefer mehr oder weniger fest (durch Bindegewebe, besonders durch Ligamente), mehr oder weniger beweglich, gelenkig, mit dem Schädel verbunden. (Der Unterkiefer gelenkt immer am „Oberkiefer“ – außer bei den Säugern.)
Bei den Knorpelfischen ist der Knochenpanzer verschwunden (zur Gewichtsreduktion), die zwei (knorpligen) Kiefer sind daher „unverhüllt“ sichtbar – dennoch liegt hier sicher kein Primitivzustand vor. Je nach Ernährungsweise ist der Oberkiefer (das Palatoquadratum) in unterschiedlicher Weise mit dem (Gehirn-)Schädel verbunden, so dass die „Kieferzange“ (zum Zupacken) als Ganzes bewegt wird (wobei der obere Teil des darauf folgenden Bogens, die Hyomandibula, als Führungsglied dient, z. B. bei Rochen: (eu)hyostyler Zustand des Oberkiefers; Hyostylie), oder (als das andere Extrem einer Serie von Übergangsformen) der Oberkiefer völlig mit dem Schädel verschmolzen ist (ähnlich wie bei den Säugetieren: holostyl, Holostylie): bei den Chimären (als Anpassung an Schalentier-Nahrung: Quetschgebiss).
Altertümliche Haie wie die Hexanchidae (z. B. der Kragenhai) sind autostyl (Autostylie), d. h. der Oberkiefer gelenkt selbst am Schädel (und zwar vorne, in der Nasenregion, und hinten an der Schädelbasis, basitrabekulär: Autodiastylie – oder hinten nur unter Vermittlung der Hyomandibel: Amphistylie). Latimeria ist diastyl, da bei ihr die Hyomandibel nicht als Kieferstiel fungiert. Die Hyomandibel (ihr entspricht beim Menschen der Steigbügel, stapes, im Mittelohr) ist schon eher als (umgebildeter) Teil eines ehemaligen Kiemenbogens deutbar. Zwischen ihr und dem Oberkiefer liegt manchmal das Spritzloch, spiraculum, das lange (und wohl zu Unrecht) als „Rudiment“ einer ehemals vollentwickelten Kiemenspalte angesehen wurde. (Beim Menschen entsprechen ihm der Gehörgang und die Eustachische Röhre.)
Alle übrigen rezenten Kiefermäuler haben Haut- oder Deckknochen, die – in recht unterschiedlicher Weise – an der Kieferbildung beteiligt sind. Die Störe sind (met)hyostyl (ihr Kieferapparat ähnelt dem von „modernen“ Haien und Rochen), die Lungenfische sind holostyl (ähnlich den Chimären: „Systylie“), alle übrigen Knochen-Fische (Osteichthyes) amphistyl. Das, was dem Hai-Oberkiefer (mit Symphyse!) entspricht, ist nun das (auch großteils verknöcherte) Suspensorium (es besteht aus den Knochen Palatinum, drei Pterygoiden und Quadratum [an dem der Unterkiefer gelenkt]); es ist auch bei primitiveren Knochenfischen (Teleostei) noch bezahnt; eine Symphyse gibt es aber nur noch bei den Stören – wahrscheinlich schon sekundär, mitsamt dem Hyomandibulare. In der Evolution verlagert sich der „Schwerpunkt“ der Bezahnung aber auf die Kieferrandknochen Prämaxillare (Ober-) und Dentale (Unterkiefer; s. Knochenfische: Skelett). Der Unterkiefer der Teleostei besteht meist nur mehr aus je drei Knochen, von denen das bezahnte Dentale der größte ist – bei Säugern besteht der Unterkiefer nur aus den beiden Dentalia, während Articulare und Angulare wieder ins Ohr gelangt sind. Das Suspensorium ermöglicht (wie bei den Landwirbeltieren (Tetrapoda) außer den Säugern) das Erweitern der Mundhöhle nach den Seiten und damit – im Wasser – das „Saugschnappen“ (Beute wird eingesogen) – das in seiner Effizienz dann sehr gesteigert wird durch eine „automatische“ Greifbewegung mit den Praemaxillaria, die dabei mittels des Rostralknorpels wie auf einer Schiene auf der Nasenregion des Schädels vor- und zurückgleiten. Diese Bewegung wird vom Suspensorium her vermittelt durch eine komplizierte Abrollung des Maxillare, das bei den primitiveren Knochen-Fischen (und Knochenfischen) noch bezahnter Mundrandknochen war (und bei Tetrapoden geblieben ist). Man nennt die Amphistylie der Knochenfische Ethmohyostylie (auf feinere Untergliederungen gehen wir nicht ein), weil das Suspensorium ja hinten mittels des Hyomandibulare am Schädel gelenkt, vorne (im Palatinum) direkt an der Nasenkapsel, die u. a. als Ethmoid verknöchert. (Das Ethmoid entspricht unserem Siebbein.)

### Der Maxillarapparat der Teleostei
Das Maxillare der Acanthopterygii stützt nur mehr die Hautfalte, die das Vorgreifen mit dem Prämaxillare erst ermöglicht – dadurch wird zwar die Maulspalte eingeengt, aber beim Saugschnappen eine höhere Geschwindigkeit des eingesaugten Wassers erreicht, was auch einer agilen Beute die Flucht sehr erschwert. Die beiden Schädelgelenke des Suspensoriums sind selbst meist doppelköpfig und liegen nicht parallel, was zu (sinnvollen!) Verwindungen führt (ermöglicht durch eine meist breite Knorpel-Zone, begrenzt durch das bei Teleostei stets auffallende Praeoperculare).
Die anatomische Grundlage der Vorstreckbarkeit des funktionellen Oberkiefers der Teleostei heißt Maxillarapparat. Er ist auch wieder mehrmals entstanden (Konvergenz; z. B. auch bei Cyprinidae, Loricariidae, Veliferidae, Zeidae) und weist eine sehr große Anzahl von Spezialformen auf. Die Maul-Öffnung (die meist die Aktivierung des Maxillarapparats einleitet) geschieht etwa durch Dorsad-Rotation des Operculums und dann (gewöhnlich) durch Kontraktion der ventralen Rumpfmuskulatur (besonders vor dem Schultergürtel), wodurch auch die Hyoide laterad gespreizt und die Suspensoria abduziert (abgespreizt) werden (Erweiterung der Mundhöhle zum Saugschnappen). Bei einigen extremen Saugschnappern kommt es sogar zur Auflösung des Suspensoriums, damit auch der Unterkiefer vorbewegt werden kann (Labridae: Epibulus insidiator, Cichlidae: Petenia splendida, letztere allerdings ohne Saugschnappen).

## Verschiedene Arten der Nahrungsaufnahme
Zum Fassen flüchtiger Beute (die Mehrheit der Teleostei sind Raubfische) werden drei unterscheidbare Methoden angewandt, die nicht klar abzugrenzen sind:
- Beutegreifer packen die Beute aus einer Lauerposition oder nach Verfolgung mit langen, gut bezahnten Kiefern (Hecht, Knochenhechte, Hechtkärpfling, Zander, Barrakudas). Die Malacosteinae schlagen allein den scharf bezahnten Unterkiefer in die Beute. Fische mit genau zusammenpassendem Schneidegebiss können größere Beute anfallen und „tranchieren“ (Sägesalmler).
- Räuber mit Maulröhre überfahren ihre Beutetiere überraschend mit einem plötzlich ausgefahrenen, recht zarten Maxillarapparat wie mit einem übergestülpten Sack (ram feeding; s. Petenia splendida, Luciocephalus pulcher).
- Die Saugschnapper saugen die fliehende oder sich auf Substrat festklammernde Beute mittels plötzlicher Pharyngeal-Erweiterung und Aktivierung des Maxillarapparates in die Mundhöhle ein, wobei starker Unterdruck angewendet wird (suction feeding; s. etwa Epibulus insidiator, Stylephorus chordatus; auch bei den Syngnathidae mit Pipettenmaul ohne Maxillarapparat). Das Saugschnappen ist einem kräftigen Einatmen zu vergleichen.

Fische mit nicht flüchtender Nahrung haben ebenfalls zahlreiche Spezialisierungen im Maul-Bereich entwickelt.
- So schabt der Ayu (Plecoglossus altivelis) Algen-Aufwuchs mit den Kieferseiten von Steinen, während Poeciliidae wie der Spitzmaulkärpfling das frontal tun, weil der Unterkiefer in sich so beweglich ist, dass die Zahnflächen wie Lippen dem Substrat angedrückt werden können (vgl. auch Küssender Gurami). Wieder anders funktioniert das Abschaben bei den Karpfenfischen.
- Papageifische haben ein Gelenk im Unterkiefer, um den Beißdruck (an Steinkorallen) zu steigern.
- Einfache Quetschgebisse haben unter anderem Seewölfe und Meerbrassen.
- Sehr einfach gestaltet sich die Nahrungsaufnahme vieler Planktonfresser: Sie seihen das Atemwasser mit der dichten Kiemenreuse, so die Europäische Sardelle. Ähnlich seihen z. B. Störe und Meeräschen Kleinlebewesen aus Detritus aus. Zähne sind dabei unwichtig.